# Sicyopus cebuensis
Sicyopus cebuensis és una espècie de peix de la família dels gòbids i de l'ordre dels perciformes. Va ser descrit pels ictiòlegs I-Shiung Chen i Kwang-Tsao Shao el 1998. L'epítet cebuenses refereix a l'illa de Cebu a les Filipines on va ser descobert.

## Morfologia
- Els mascles poden assolir 3,8 cm de longitud total i les femelles 3,91.[3]

## Hàbitat
És un peix d'aigua dolça, de clima tropical i demersal.

## Distribució geogràfica
Es troba a les Filipines.

## Observacions
És inofensiu per als humans.